# Axel Malzacher
Axel Malzacher (* 2. August 1962 in München) ist ein deutscher Schauspieler, Synchronsprecher, Dialogregisseur und Dialogbuchautor.

## Leben
Axel Malzacher ist der Sohn des Schauspielers und Synchronsprechers Gig Malzacher und der Schauspielerin Renate Redetzky-Malzacher, die in Serien wie Fußballtrainer Wulff, Moselbrück oder Aus heiterem Himmel mitwirkte. Gig Malzacher arbeitete in den 1970er Jahren als Produzent und Regisseur beim Südwestfunk und lieh unter anderem US-Schauspieler Larry Hagman in der Serie Bezaubernde Jeannie seine Stimme. Axel Malzachers Großeltern waren Balletttänzer in Königsberg, sein Großvater Bernhard Redetzki drehte in späteren Jahren zahlreiche Kulturfilme als Produzent, Autor, Regisseur und Darsteller.

## Theater, Film und Fernsehen
Bereits während seiner Schulzeit wurde Axel Malzacher in mehr als einhundert Hörspielen beim Südwestfunk in Baden-Baden eingesetzt. Seinem Schauspiel-Studium am Mozarteum in Salzburg folgten Engagements an verschiedenen Theaterbühnen, darunter in Friedrich Schillers Kabale und Liebe und Ferdinand Bruckners Krankheit der Jugend im Mozarteum Salzburg, in Bertolt Brechts Mutter Courage und ihre Kinder am Stadttheater St. Gallen und in Harold Pinters Der Hausmeister am Wallgraben-Theater Freiburg.
Darüber hinaus war er in Kinofilmen wie Erfolg (1991) unter der Regie von Franz Seitz junior und in Fernsehproduktionen wie der ZDF-Serie Hotel Paradies (1990) zu sehen.

## Synchronisation
Seit 1990 konzentriert sich Malzacher auf das Metier der Filmsynchronisation als Sprecher, Autor und Regisseur.
Er synchronisierte unter anderem Timothy Busfield in der Krankenhausserie Trapper John, M.D. (ab 1989), Sean Patrick Flanery in der Fernsehserie Die Abenteuer des jungen Indiana Jones (ab 1992) und in Der blutige Pfad Gottes (1999), Brad Pitt in The Favor (1994) und Interview mit einem Vampir (1994) sowie Cary Elwes in Robin Hood – Helden in Strumpfhosen (1993), Ella – Verflixt & zauberhaft (2004) und Georgias Gesetz (2007). Weitere Sprechrollen hatte er unter anderem in Das Beste kommt zum Schluss (2007), Monsters vs. Aliens, 2012 und Der Solist aus dem Jahre 2009, sowie Real Steel (2011). Außerdem synchronisierte er Ryan Gage in Der Hobbit: Smaugs Einöde und Der Hobbit: Die Schlacht der Fünf Heere (2013–2014). Malzacher lieh außerdem dem Schauspieler Patton Oswalt des Öfteren seine Stimme.
Zu den wiederkehrenden Sprechrollen gehören insbesondere Besetzungen auf Ken Jeong, dem er seit Hangover (2009) immer wieder seine Stimme leiht, Mads Mikkelsen seit seiner Rolle als Le Chiffre in James Bond 007: Casino Royale (2006) und Tom Hollander seit Besessen (2002).
2007 synchronisierte er die Ratte Remy im Animationsfilm Ratatouille, bei dem er sowohl das Dialogbuch schrieb als auch die Dialogregie verantwortete.
In Serien ist Malzachers Stimme auch durch die Synchronisation von Sean Hayes als Jack McFarland in der Sitcom Will & Grace bekannt.
Zudem sprach er ab 2004 in der erfolgreichen Science-Fiction-Serie Stargate Atlantis den kanadischen Schauspieler David Hewlett in der Rolle des Wissenschaftlers Dr. Rodney McKay. In Stargate Universe spricht er in der Crossover-Episode „Trojanische List“ ebenfalls Rodney McKay sowie in einigen Episoden der ersten Stargate-Serie.

## Dialogregie und Dialogbuch
Axel Malzacher zeichnet sich als Synchronregisseur und Synchronautor aus und ist verantwortlich für die deutschsprachigen Fassungen vieler renommierter ausländischer Produktionen, darunter Kinofilme wie The Da Vinci Code – Sakrileg (2006), Der gute Hirte (2006), Abbitte (2007), Die Liebe in mir (2007), Illuminati (2009) und Wasser für die Elefanten (2011) und Fernsehserien wie Will & Grace (ab 2001).
Dialogregie führte er unter anderem in den Kinoproduktionen Der Krieg des Charlie Wilson (2007), Zeiten des Aufruhrs (2008), Public Enemies (2009), James Bond 007: Ein Quantum Trost (2008), James Bond 007: Skyfall (2012), James Bond 007: Keine Zeit zu sterben (2021), The Irishman (2019), König der Löwen (2019), Macbeth (2021), Killers of the Flower Moon (2023), sowie in der Krankenhaus-Comedy-Serie Scrubs – Die Anfänger (ab 2003). Für den Politthriller Syriana erhielt Axel Malzacher 2007 den Deutschen Preis für Synchron in der Kategorie „Herausragende Synchronregie“.

## Auszeichnungen
- 2008 Deutscher Preis für Synchron in der Kategorie „Herausragend synchronisierter Animationsfilm“ für Ratatouille
- 2008 Die Silhouette in der Kategorie „Dialogregie Film“ für Ratatouille
- 2007 Deutscher Preis für Synchron in der Kategorie „Herausragende Synchronregie“ für Syriana
- 2006 Die Silhouette in der Kategorie „Dialogregie Serie“ für Scrubs – Die Anfänger
- 2005 Die Silhouette in der Kategorie „Dialogbuch Serie“ für Will & Grace
- 2005 Liliput Preis für Young Adam